# František Saidl
František Saidl, někdy též přezdíván jako Lidický vrah (30. dubna 1887 Lidice – 1961) byl jediný dospělý muž na území Protektorátu, který přežil vyhlazení Lidic za 2. světové války. Přežil díky tomu, že si v době masakru odpykával čtyřletý trest v pankrácké věznici za usmrcení svého syna.

## Biografie
Podle reportéra Stanislava Motla se narodil v roce 1887 a zemřel v roce 1961.
Podle záznamu v matrice se František Saidl narodil 30. dubna 1887 v Lidicích rodičům Františkovi a Anně. V červnu roku 1910 se oženil s Anežkou Brejchovou.
Dne 19. prosince 1938 v hádce zabil svého syna Eduarda (14. března 1911 – 19. prosince 1938) bodnou ranou vedenou do srdce
poté, co ho syn napadl holí. Důvodem sporu byly rodinné problémy, nevyživování dětí a zálety otce, který byl ženatý s chorou ženou. Následně po činu se došel sám přiznat na policejní stanici do Buštěhradu, kde byla zajištěna i vražedná zbraň. Saidl spolupracoval při vyšetřování a v obsáhlé výpovědi uvedl, že syna bodl pouze jednou.
Pouze čtyři dny po obsazení Čech a Moravy byl odsouzen na čtyři roky vězení.
Několik týdnů před vyhlazením Lidic žádal prezidenta Háchu o předčasné propuštění za dobré chování po odpykání dvou třetin trestu, ale propuštění bylo zamítnuto, což mu paradoxně zachránilo život. Po vyhlazení Lidic stále pobýval ve vězení, kde mu dozorci vůbec neřekli o tom, že jeho obec je zničena, a tak když byl 23. prosince 1942 propuštěn, vydal se směrem k Lidicím, kam večer dorazil.
Jeho dům byl, podobně jako ostatní v obci, zničen a jeho další dva synové byli zastřeleni, manželka Anežka byla odvezena a internována (zemřela v Ravensbrücku). Saidl dle pamětníků strávil Štědrý den na místě svého bývalého domu a druhý den se vydal do Kladna, kde se nahlásil na místní stanici gestapa, jelikož se chtěl nechat zastřelit. Velitel, když se dozvěděl odkud je, se podivil, že není mrtev a odmítl jej zastřelit, přestože Saidl sám údajně prohlásil, že schvaluje atentát na Heydricha.
V následujících letech začal vyřezávat model obce, ve které žil. Většina obyvatel Lidic ho úplně zavrhla. Zbytek života strávil nedaleko Lidic, kde žil s novou družkou. Údaje o jeho smrti se rozcházejí, ale dle jedné verze byl sražen při jízdě na bicyklu automobilem, když jel z práce, ve věku 77 let (i v důchodu si v Kladně přivydělával). Dle druhé verze zemřel na mrtvici[nepřesný odkaz]. Podle poslední televizní reportáže zemřel jako bezdomovec.[zdroj?] Kromě dvou synů měl také dceru, která vyhlazení Lidic přežila díky tomu, že studovala v Praze a byla zde nahlášena i trvalým bydlištěm. Avšak po válce se nikdy nesetkali.
Svůj příběh vyprávěl začátkem 60. let 20. století Zdeňku Mahlerovi, pozdějšímu scenáristovi filmu Lidice (2011). Jeho postavu (ve filmu se jmenuje František Šíma), ztvárňující jediného muže, který přežil vypálení Lidic, obsadil herec Karel Roden.